# Окуно-ин

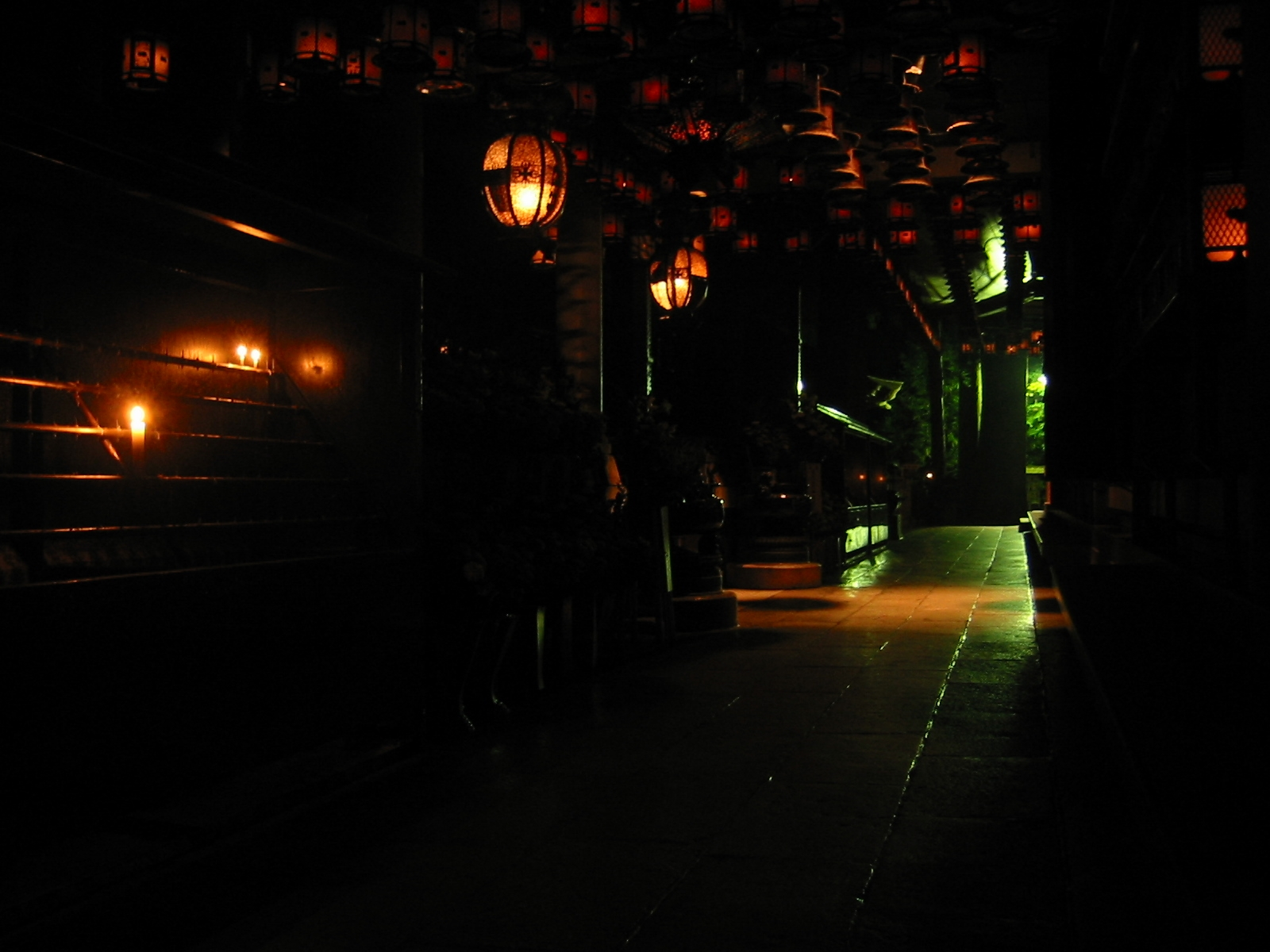
Окуно-ин

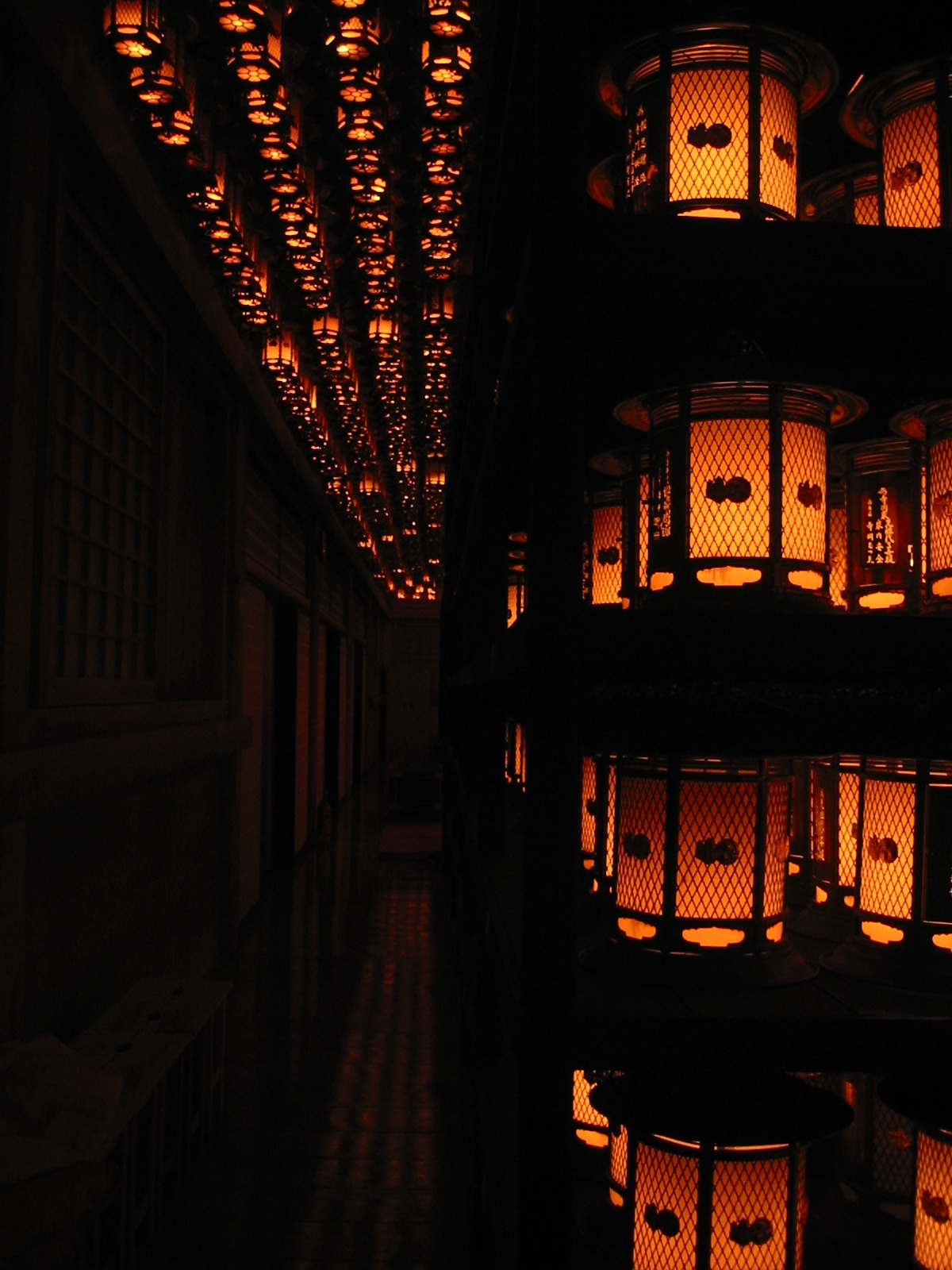
Зал фонарей около храма Окуно-ин

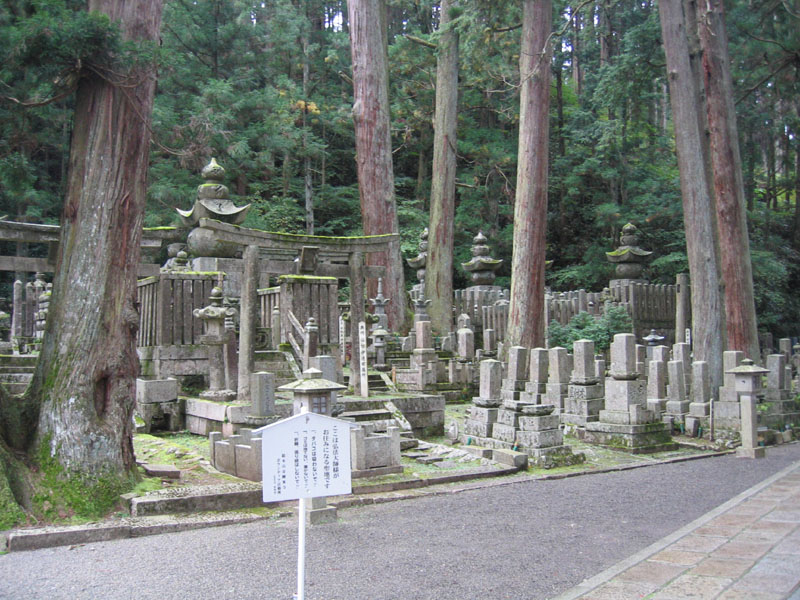
Кладбище при Окуно-ин

Окуно-ин (яп. 奥の院) — храм буддийской школы сингон, находящийся на горе Коя-сан. К храму относится также мавзолей Кукая и большое кладбище.
В возрасте 61 год Кукай отказался от еды и воды и погрузился в медитацию. На 21 день третьей луны в (835) его дыхание остановилось. Император Ниммё послал соболезнование, но неудачное время года делало невозможным сообщение с горой Коя-сан, и нельзя было организовать кремацию. В соответствии с волей Кукая он был помещён на восточной вершине горы Коя-сан.
По легенде Кукай не умер, а вошёл в глубокое самадхи в ожидании пришествиа будды Майтреи. Кукай признан бодхисаттвой, пришедшим к людям в мрачное время упадка между буддами Сакьямуни и Майтреей.
Могилы на обширном кладбище с каменными фонарями вокруг Окуно-ин особенно значимы, потому как быть похороненным поблизости от мавзолея Кукая означает надежду сопутствовать ему во время пришествия Майтреи.

## Изображения

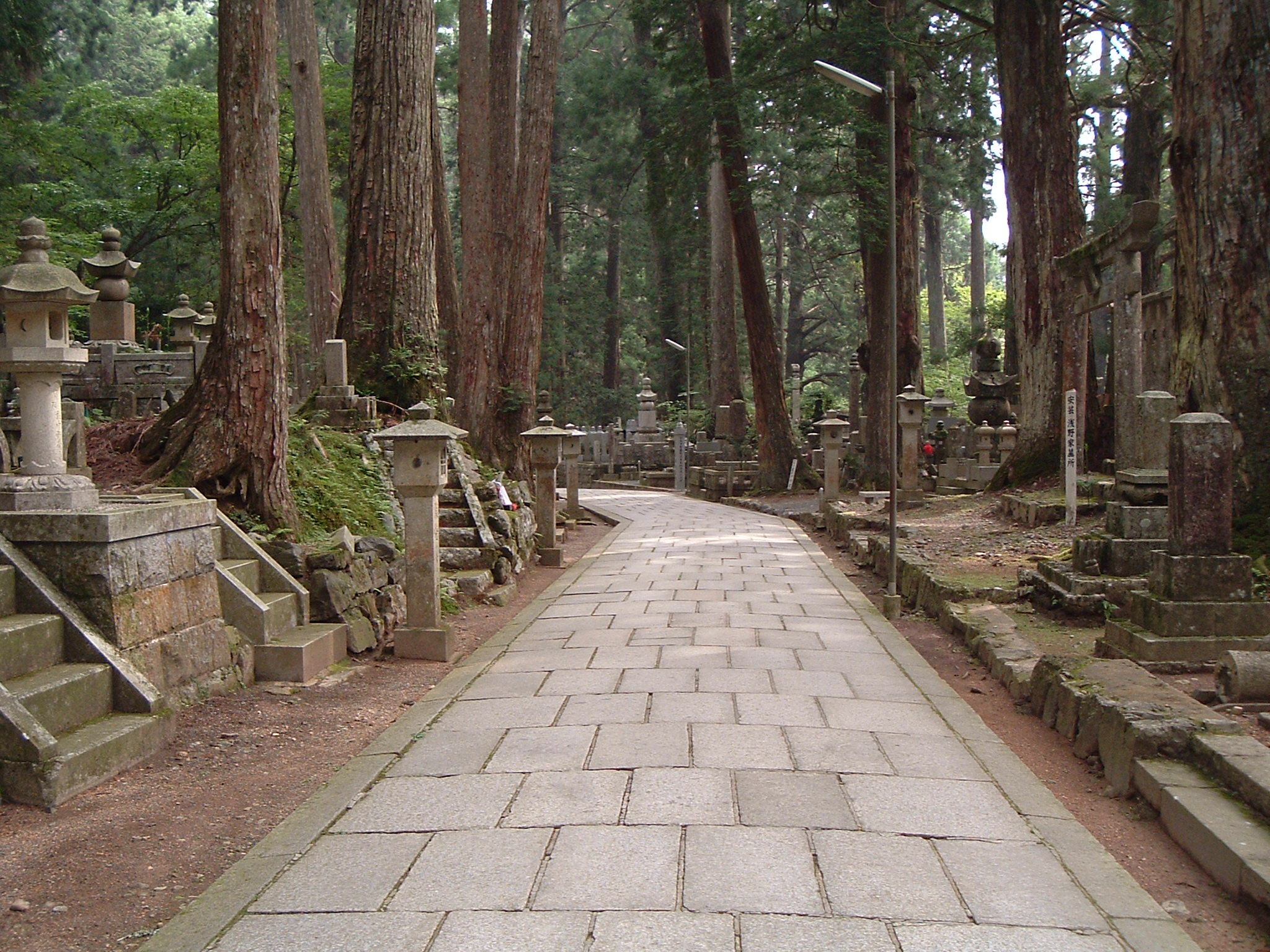
Окуно-ин
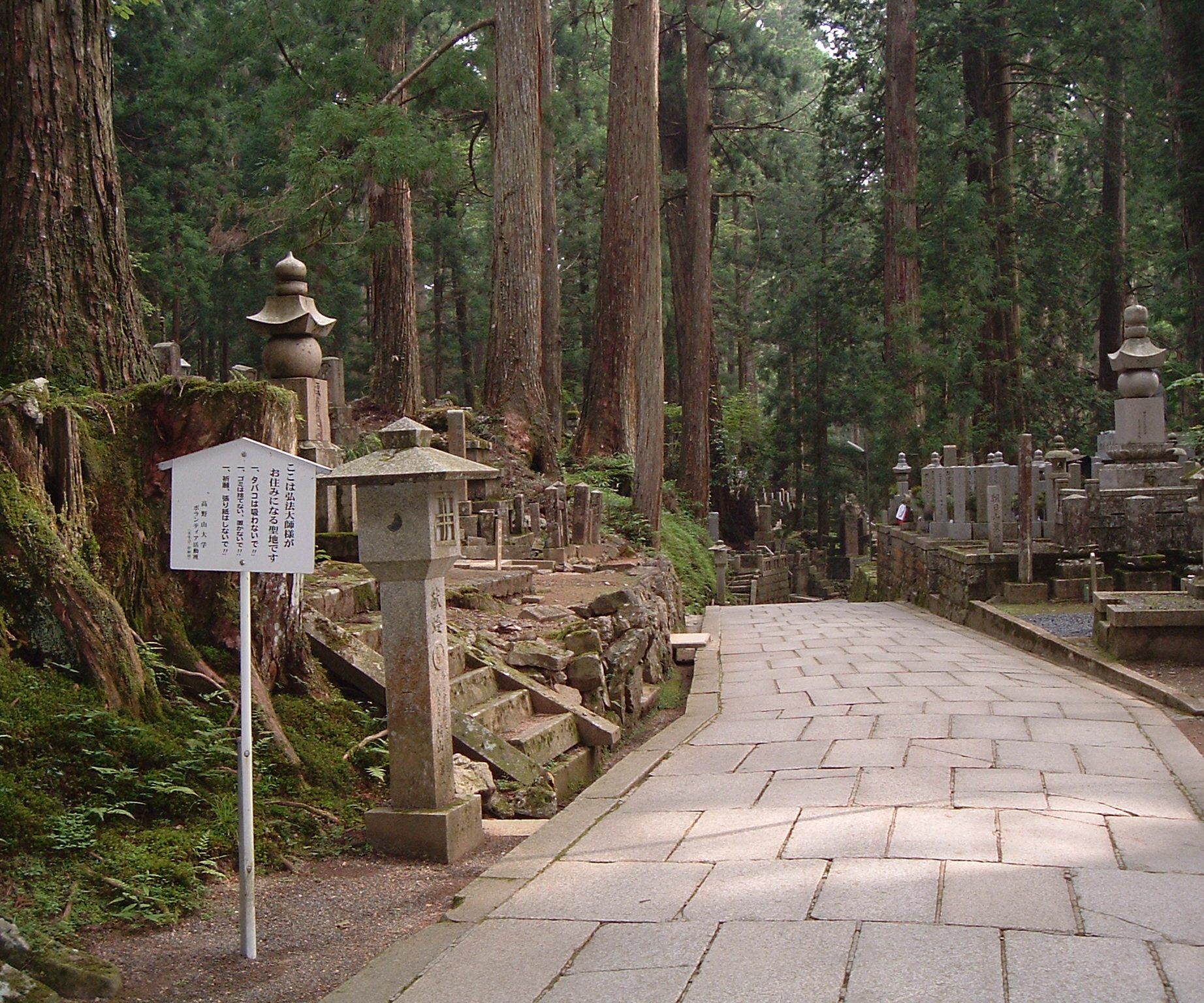
Окуно-ин
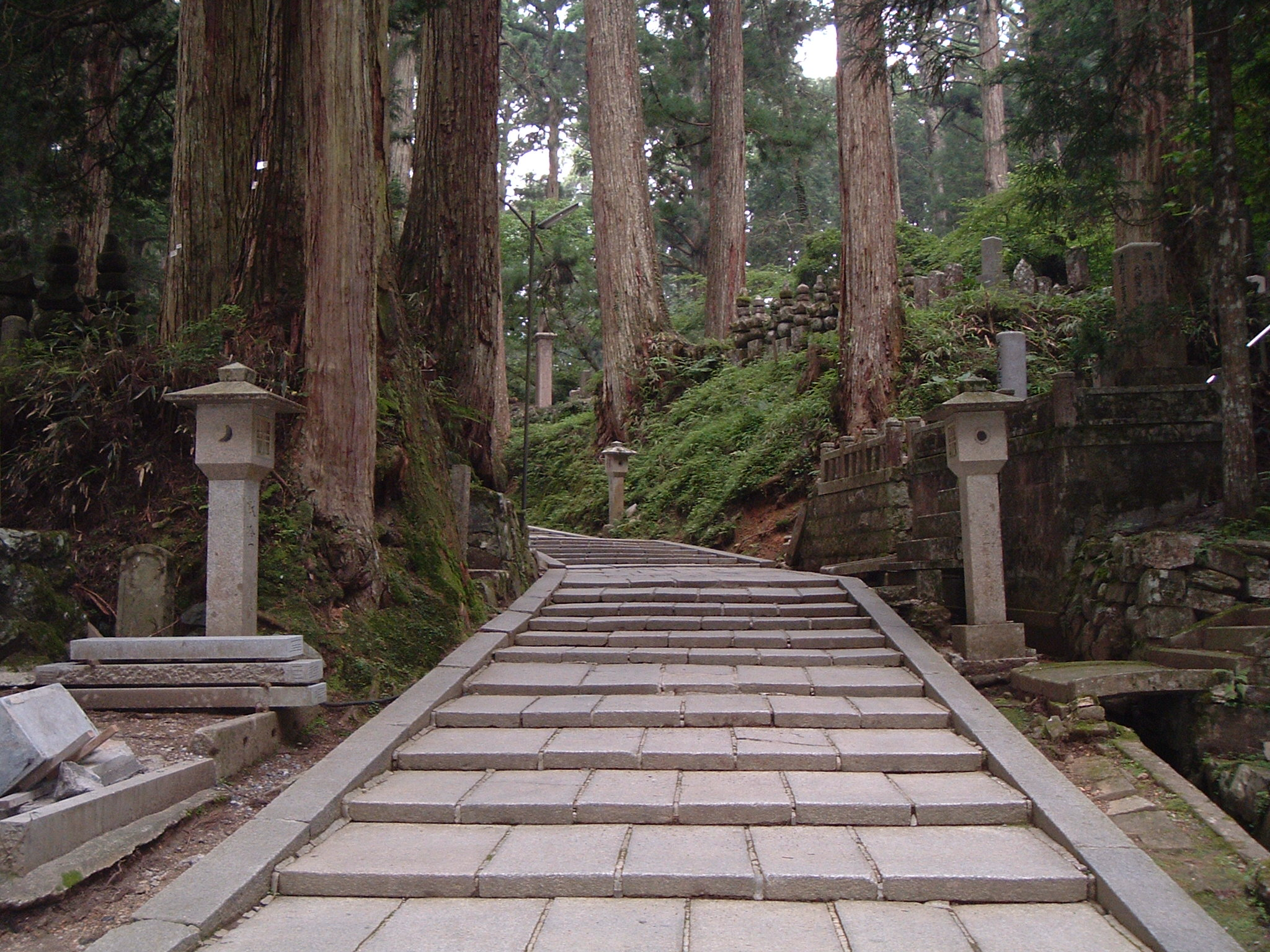
Окуно-ин
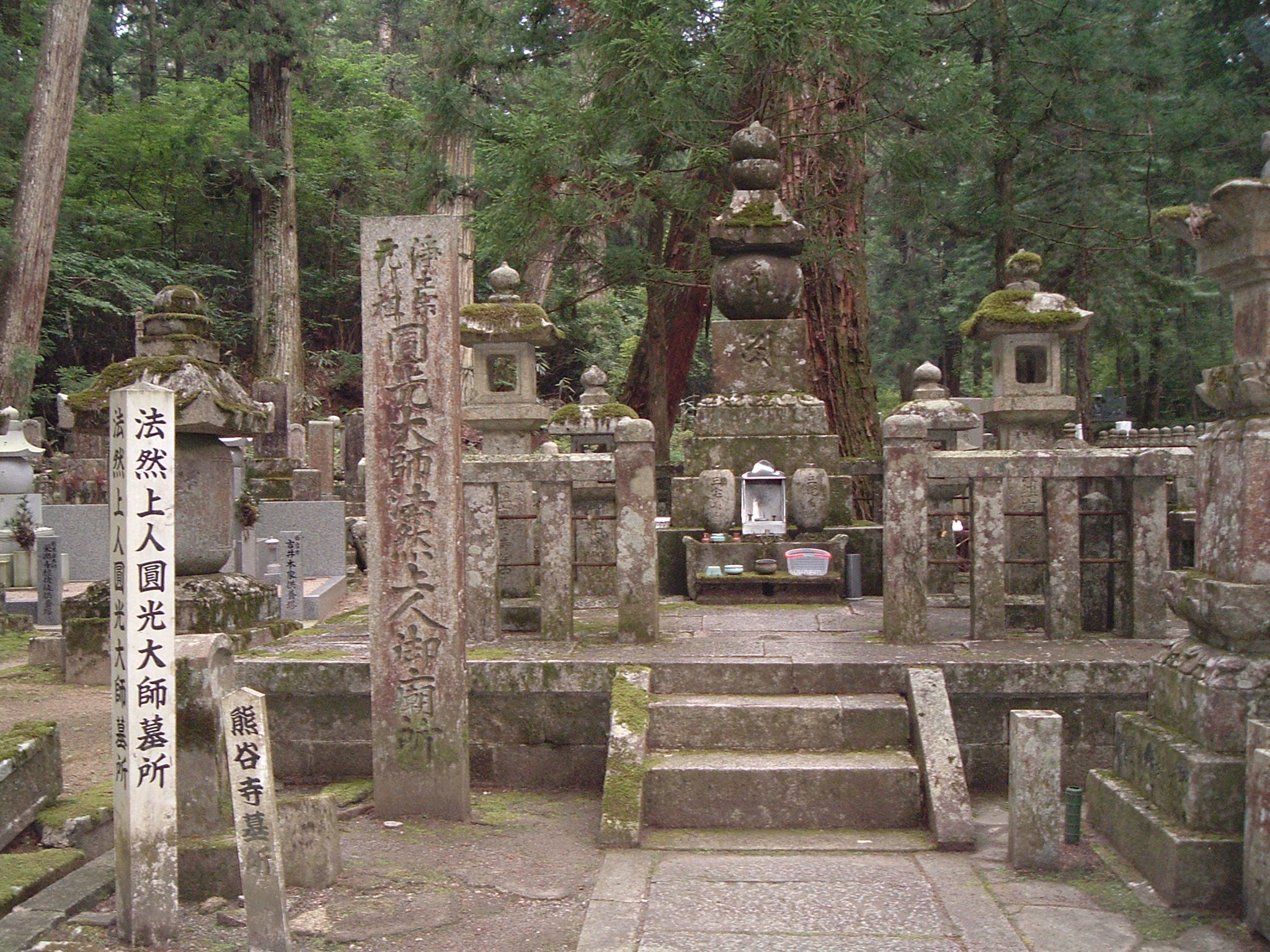
Окуно-ин
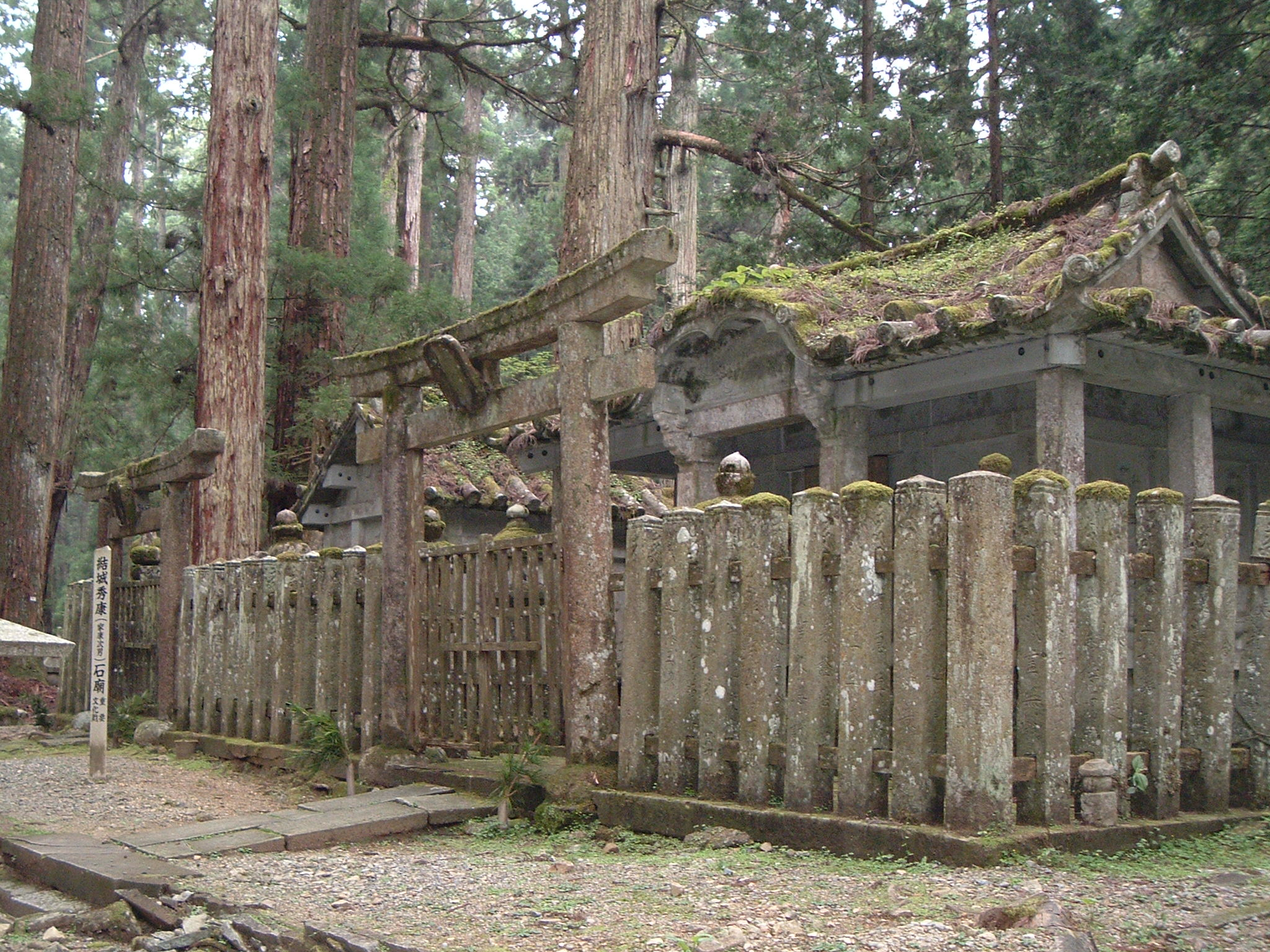
Окуно-ин
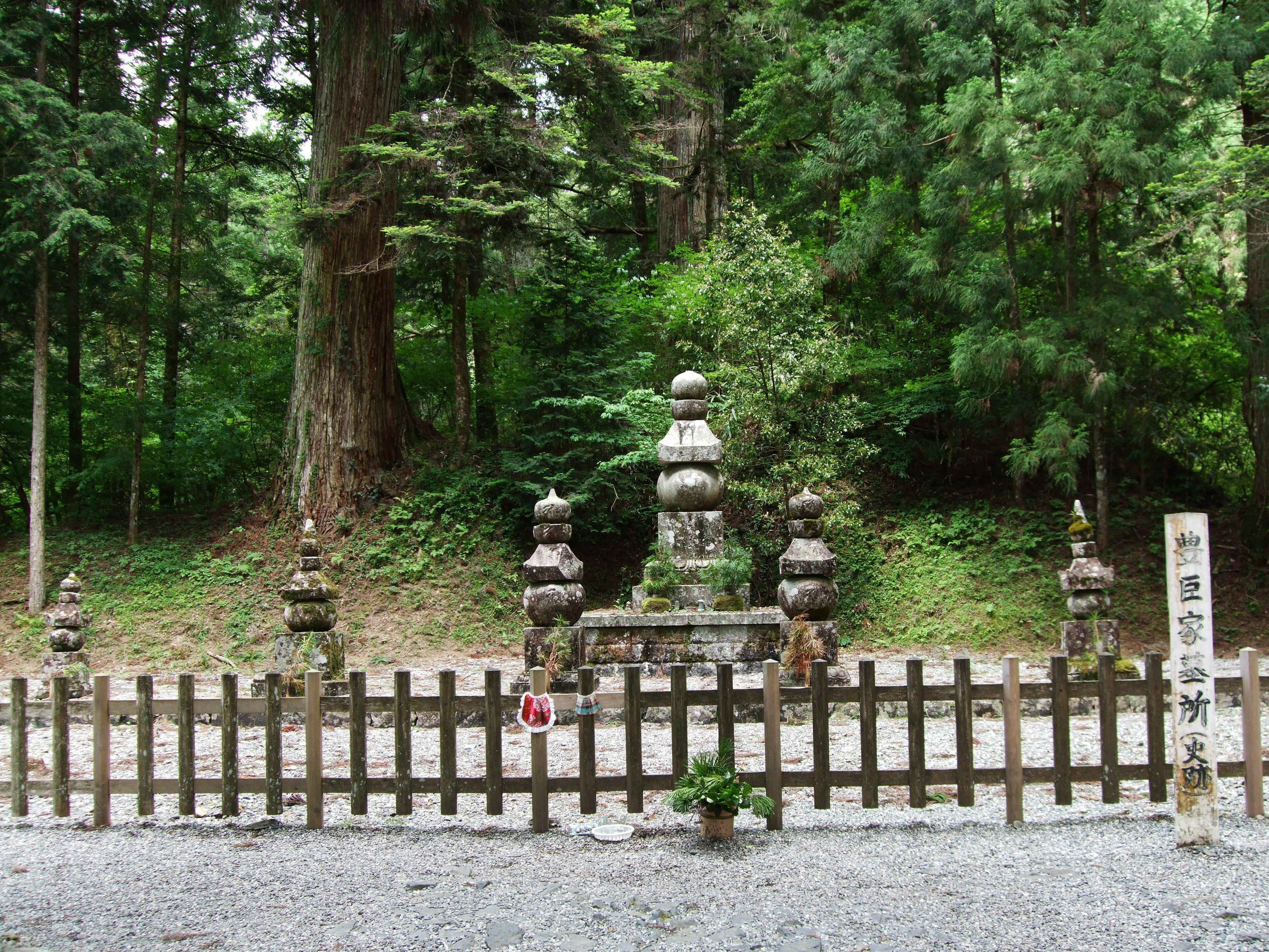
Окуно-ин
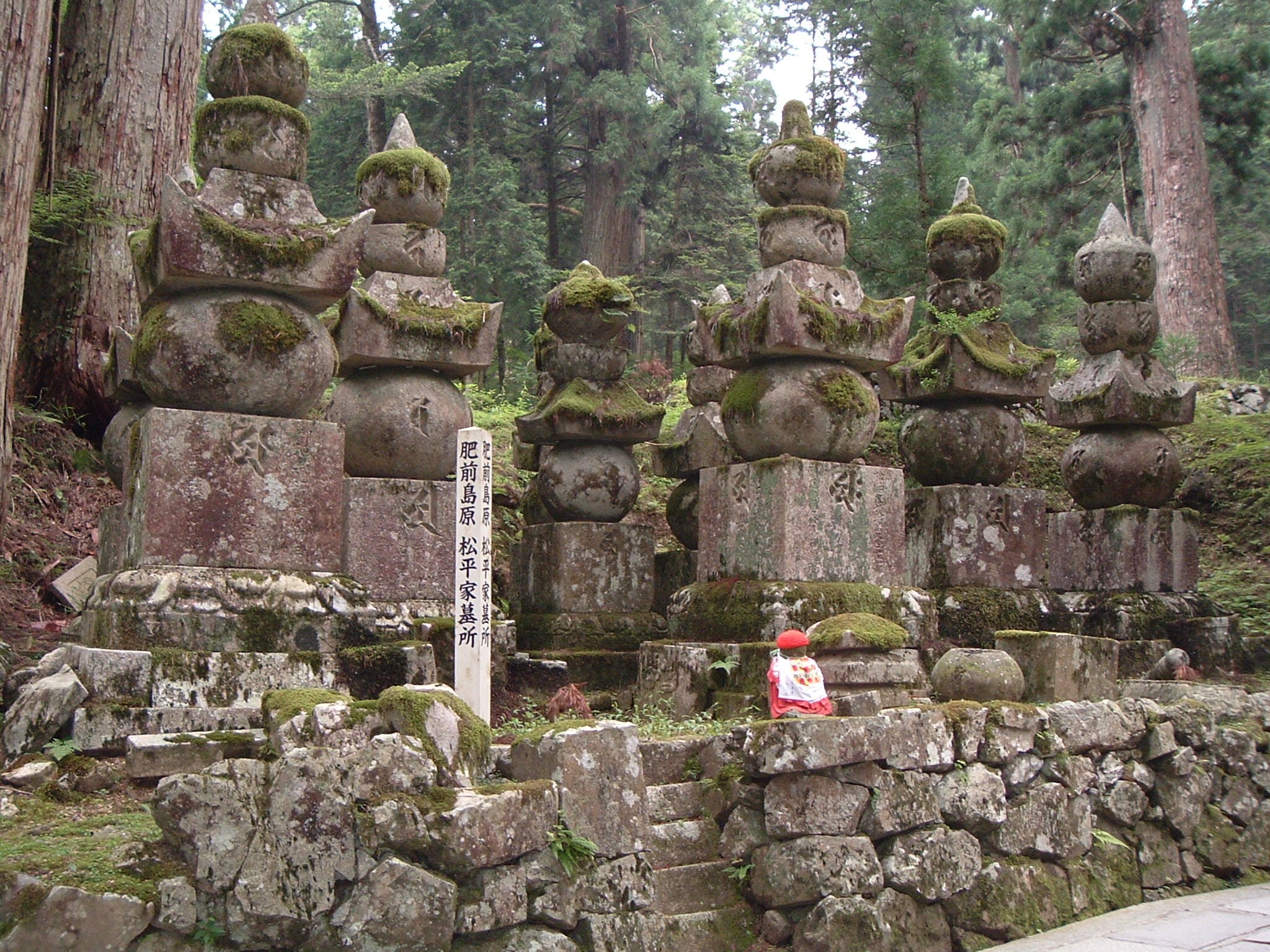
Окуно-ин
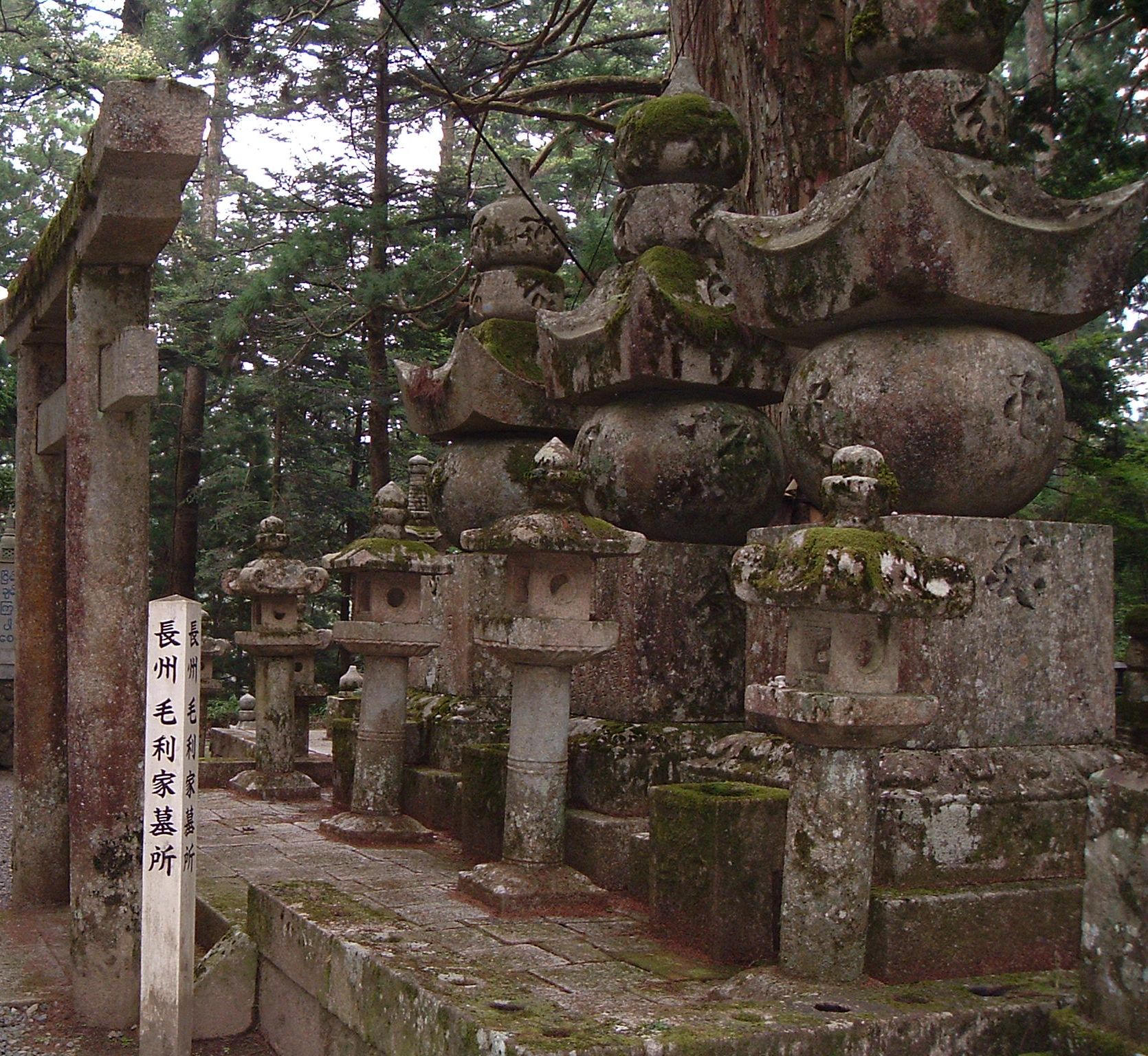
Окуно-ин
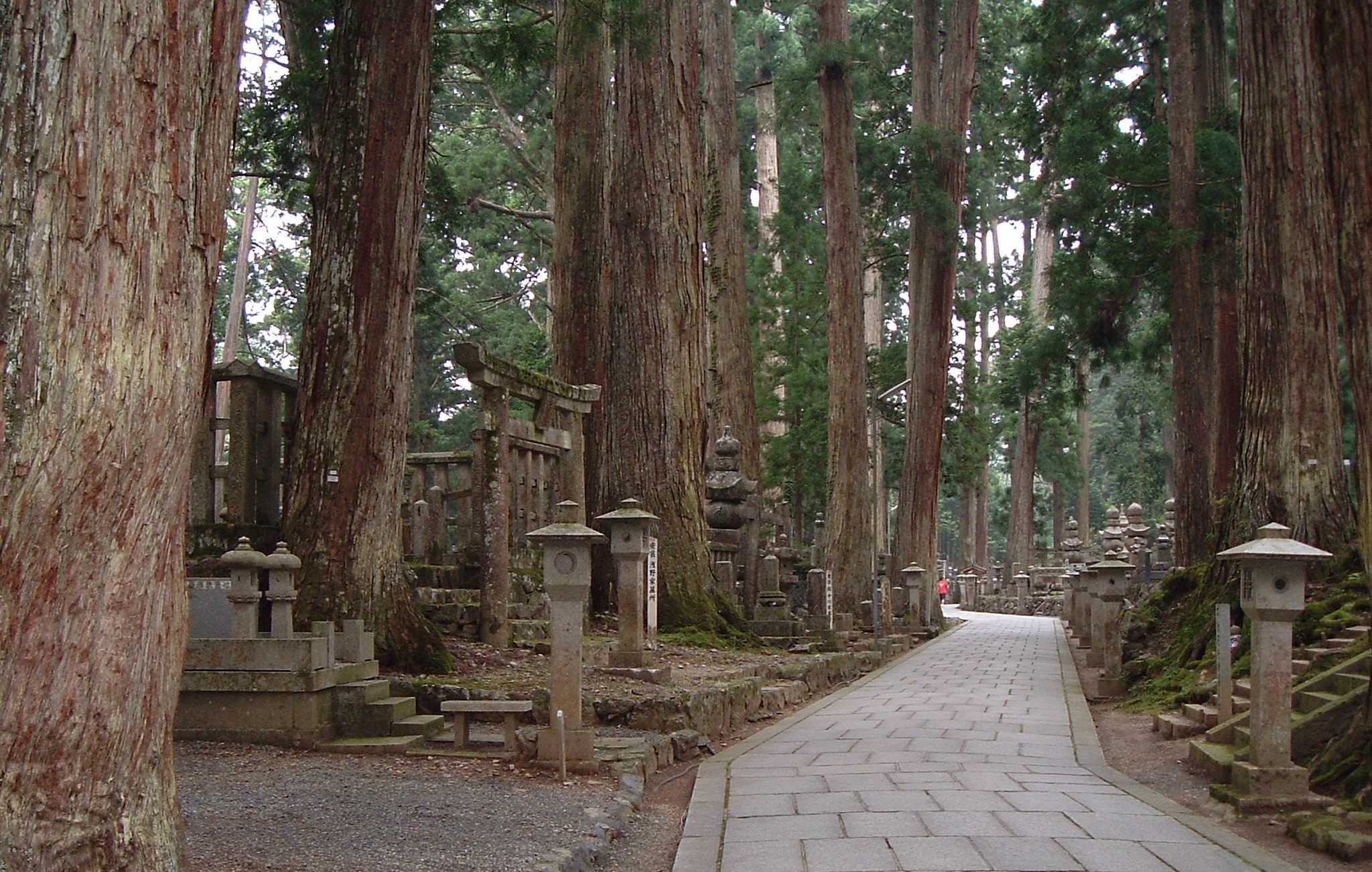
Окуно-ин
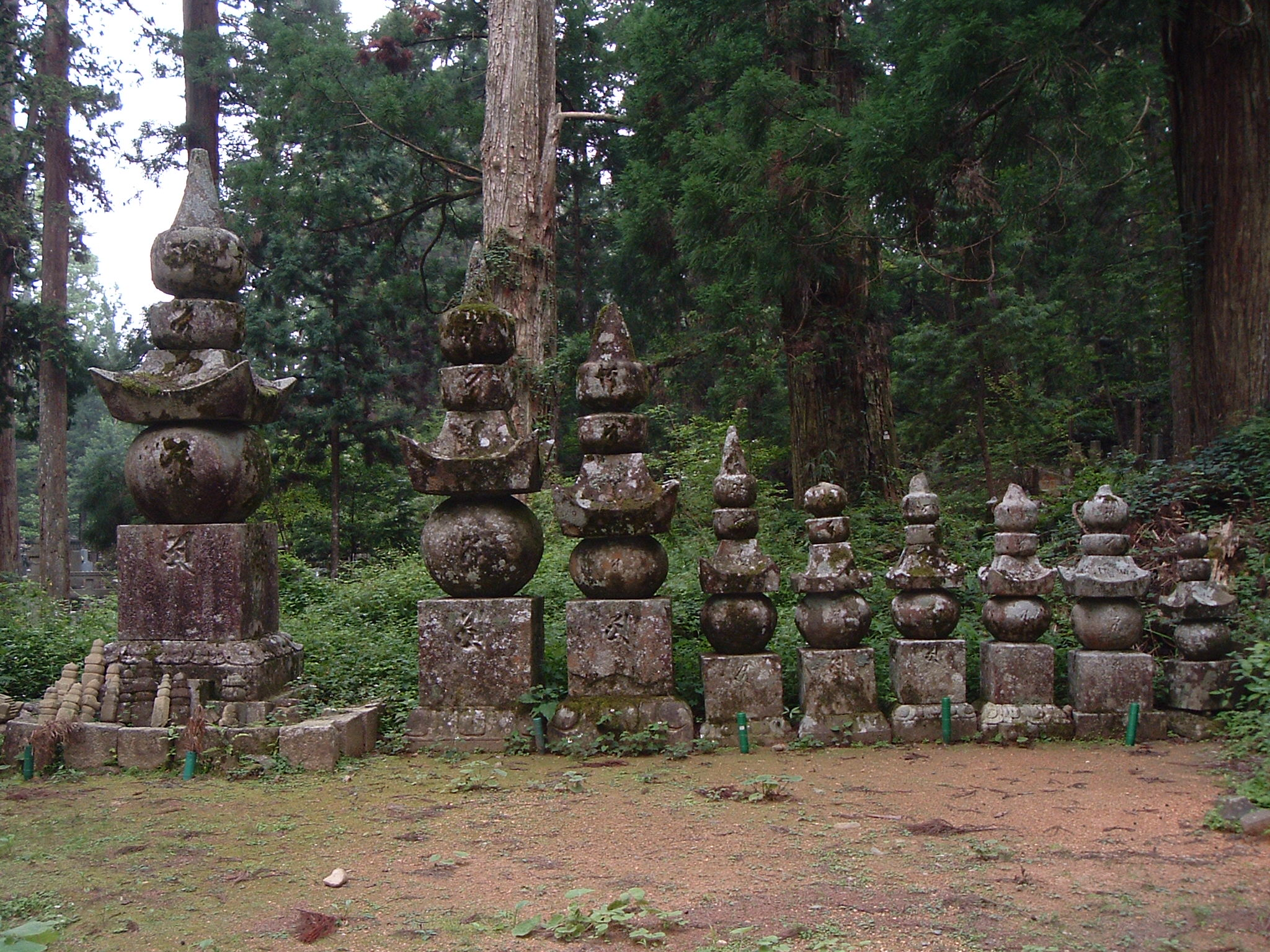
Окуно-ин
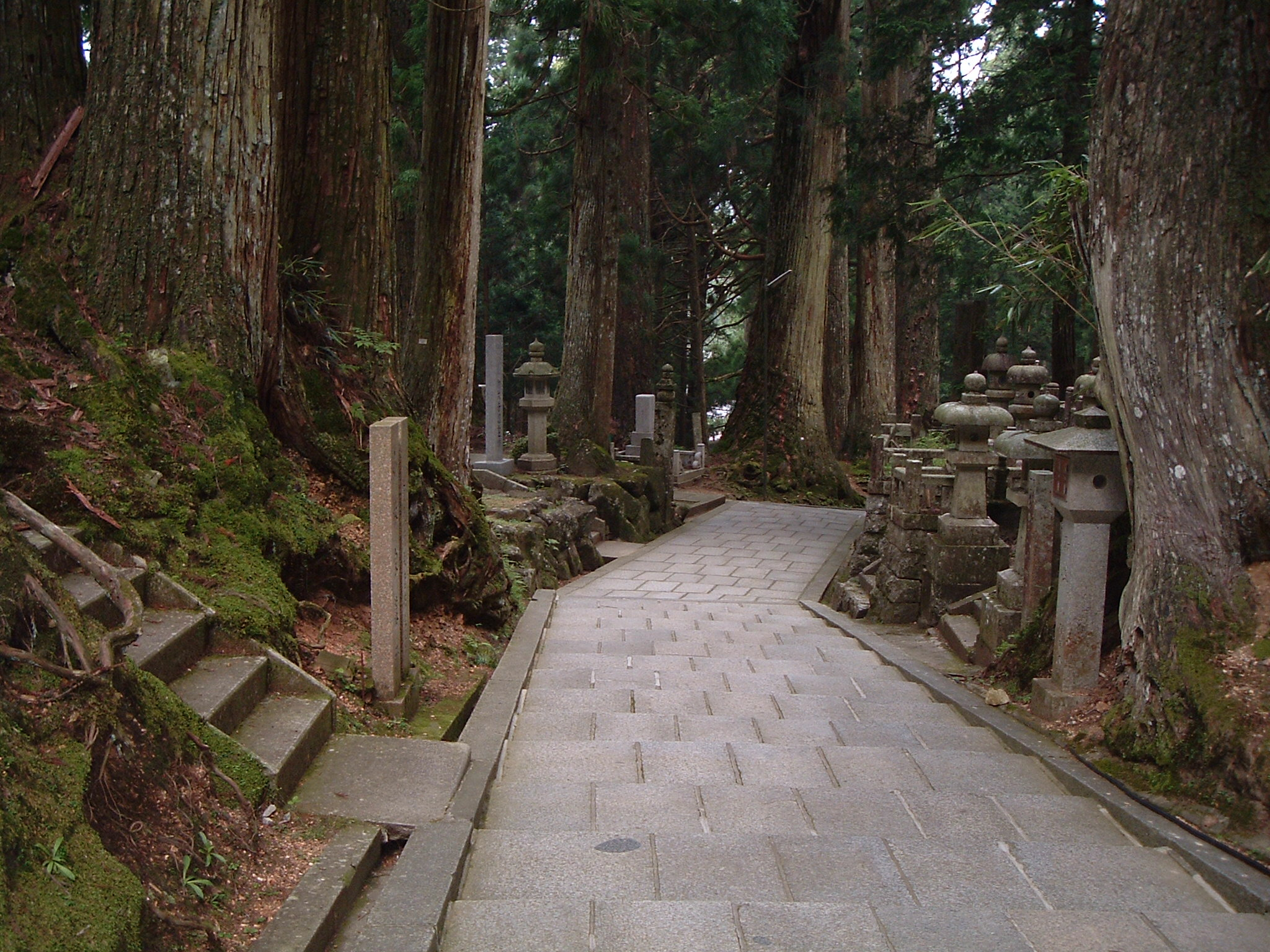
Окуно-ин
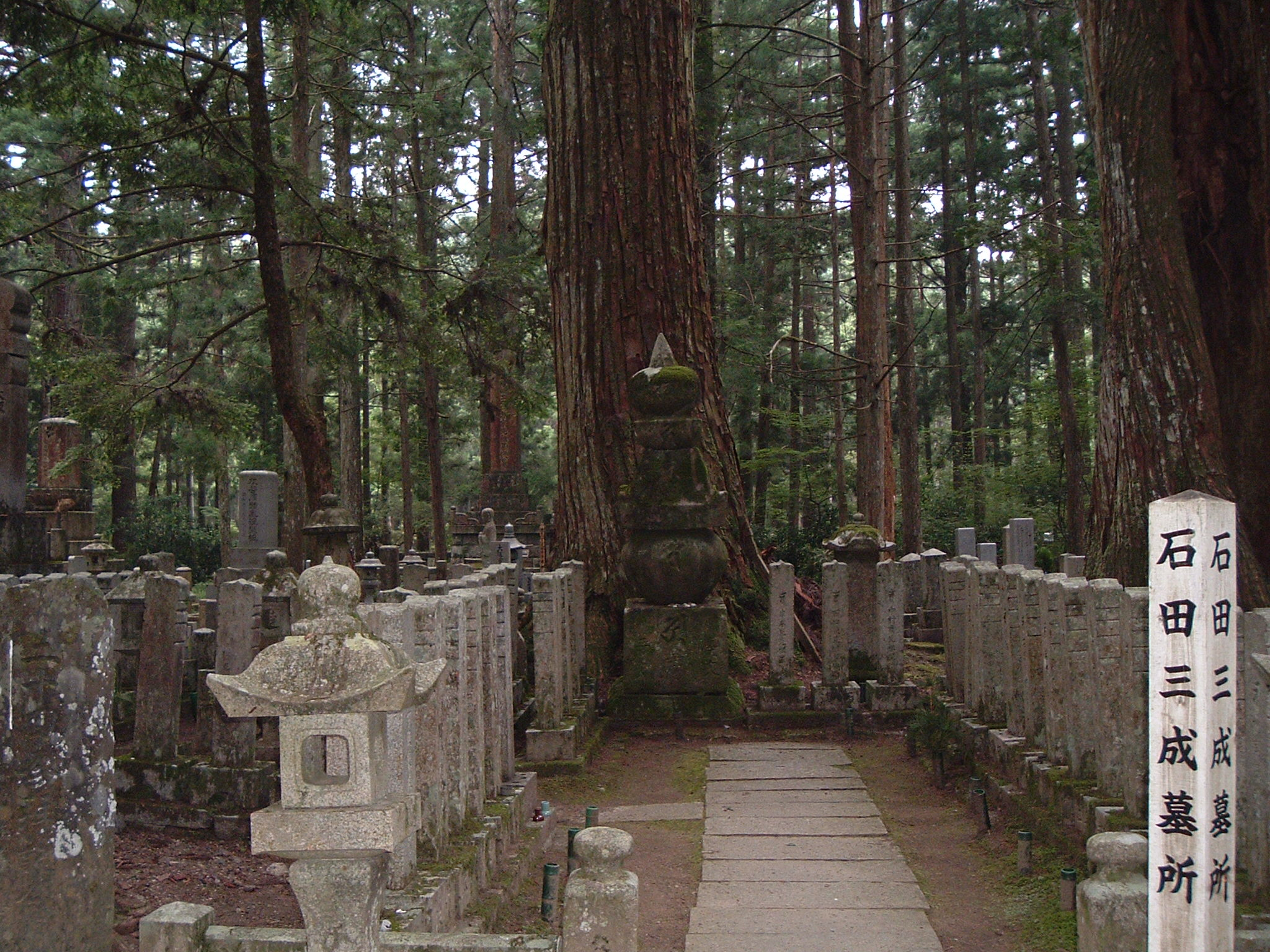
Окуно-ин
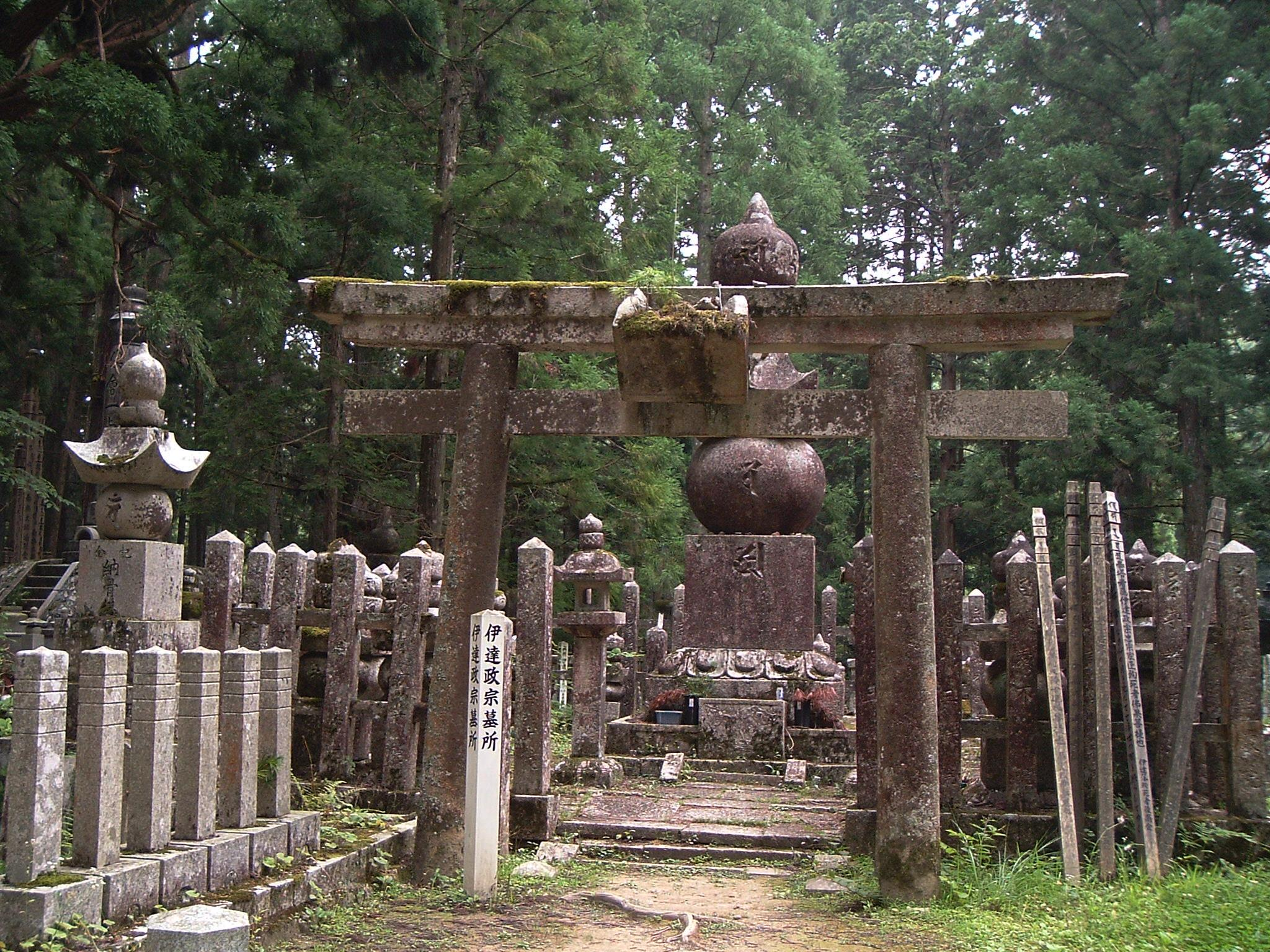
Окуно-ин
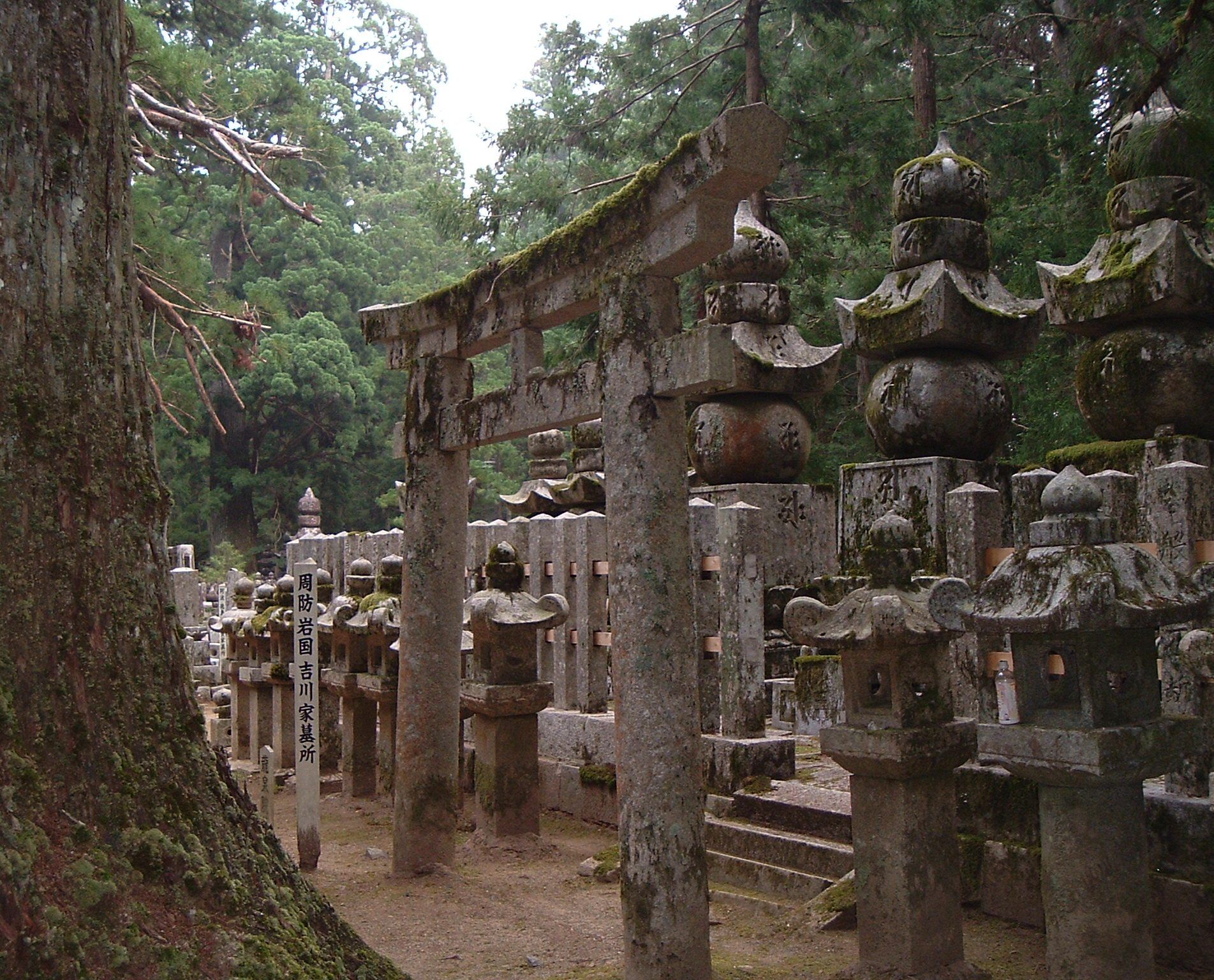
Окуно-ин
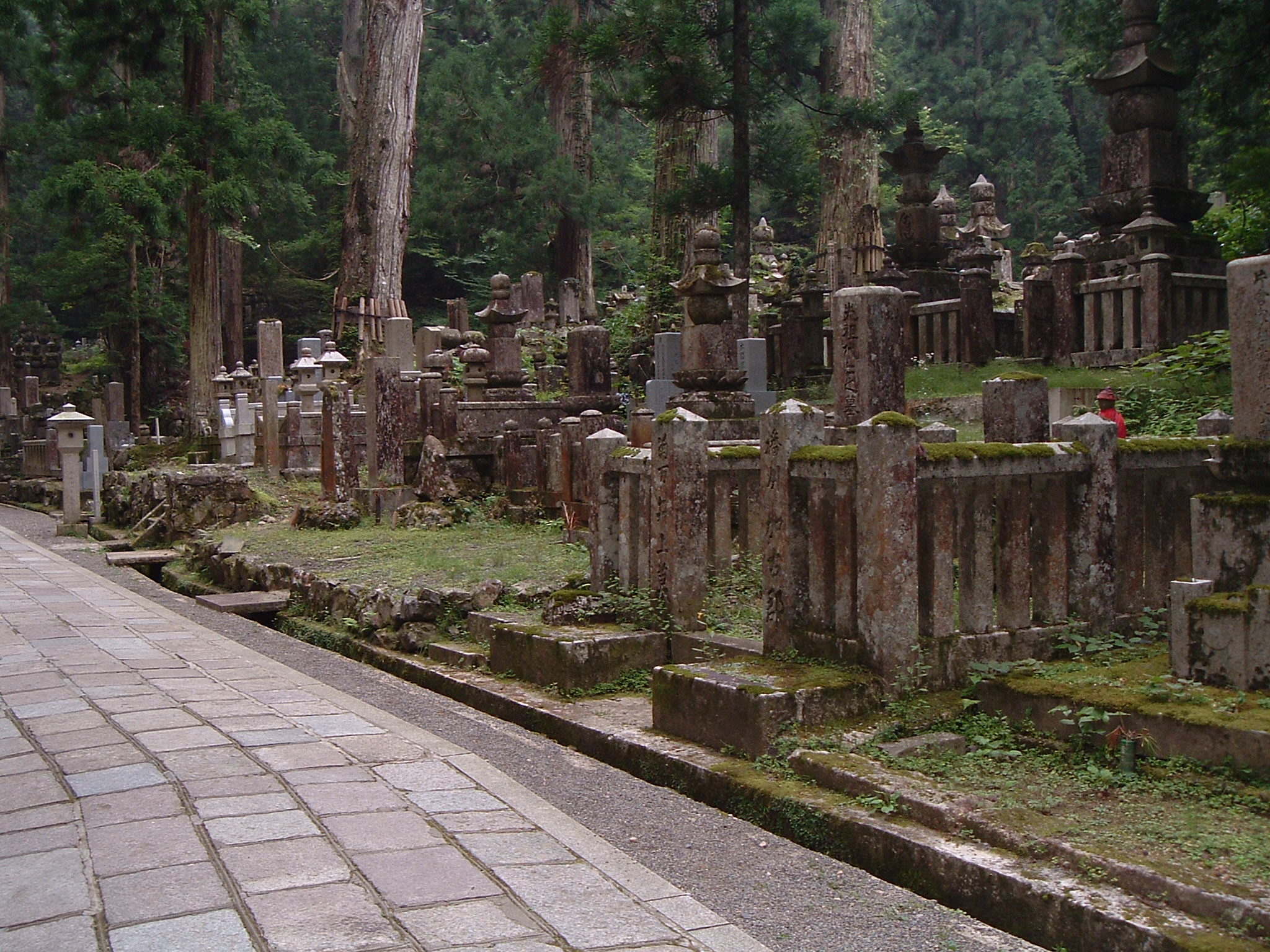
Окуно-ин
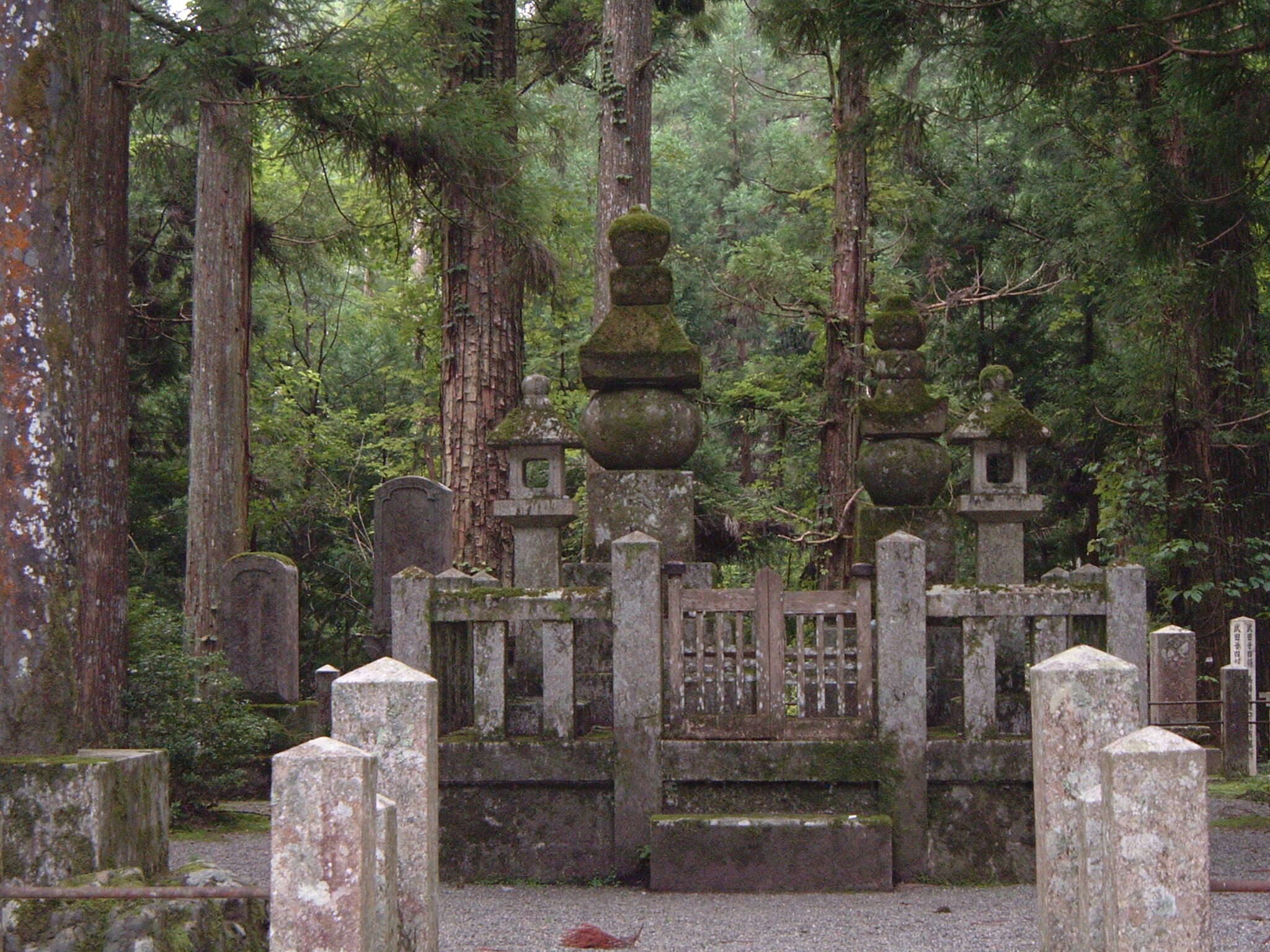
Окуно-ин
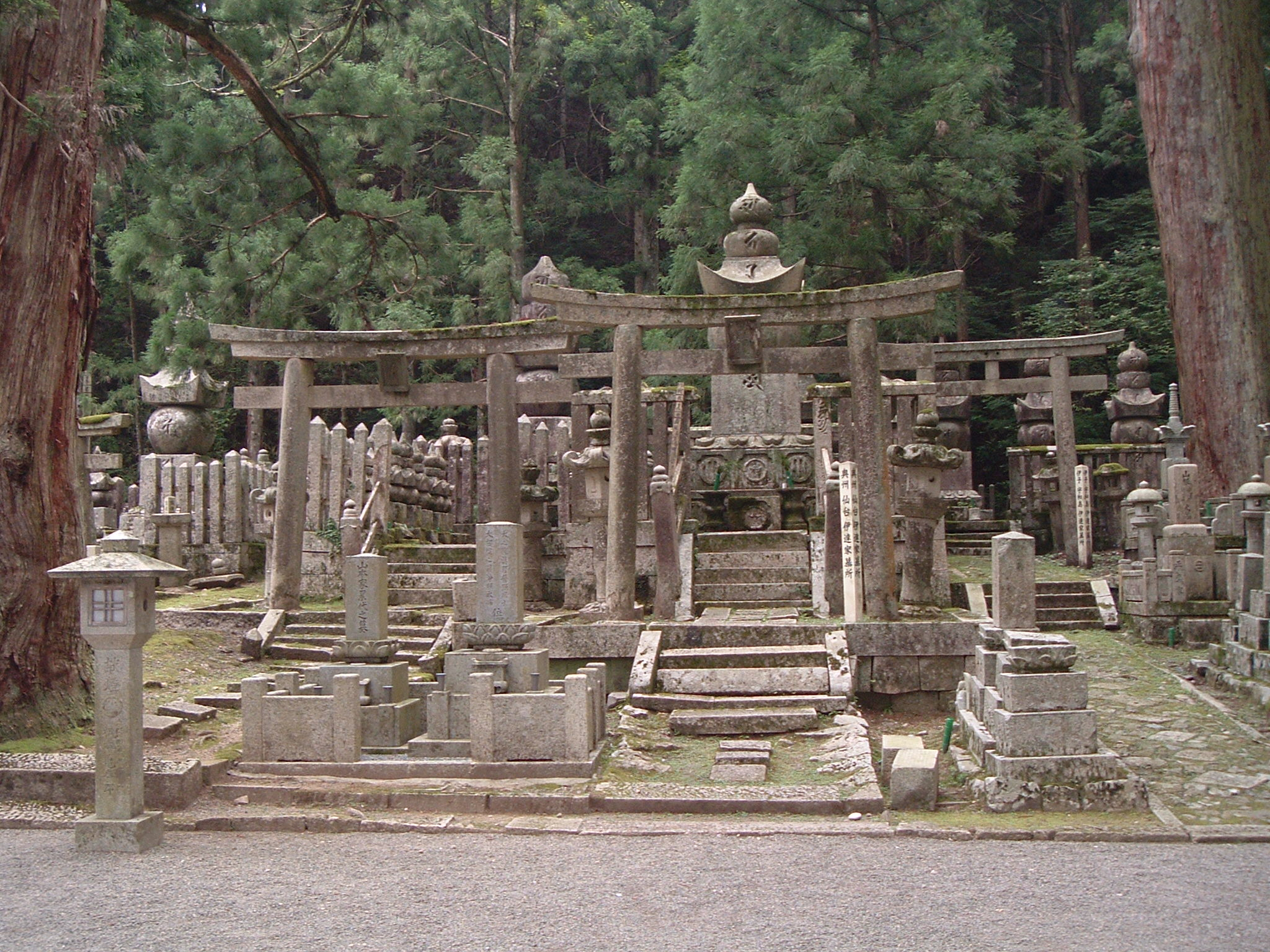
Окуно-ин